# Centropogon luteynii
Centropogon luteynii är en klockväxtart som beskrevs av Robert Lynch Wilbur. Centropogon luteynii ingår i släktet Centropogon och familjen klockväxter. Inga underarter finns listade i Catalogue of Life.